# 바실레오스트롭스키구

바실레오스트롭스키 위치

바실레오스트롭스키구(러시아어: Василеостровский район)는 상트페테르부르크에 위치한 구역이다.
- 모르스코이(Морской)